# Юлія Врублєвська (польська акторка)
Юлія Магдалєна Врублєвська (пол. Julia Magdalena Wróblewska; нар.. 18 жовтня 1998 року, Варшава, Польща) — польська акторка кіно. Одна з найвідоміших акторок-підліток у Польщі.

## Життєпис
У семирічному віці почала відвідувати одну з варшавських початкових шкіл. Вона брала участь у багатьох телевізійних програмах, прем'єрах, тестуванні іграшок та інтерв'ю. Закінчивши молодшу середню школу, перейшла до державної середньої школи, але через рік перейшла до соціальної середньої школи.
Юлія Врублєвська дебютувала у кіно 2006 року, у 8 років, у фільмі «Ти тільки люби» в ролі Міхаліни. Після виходу цього фільму стала дуже популярною в Польщі.
Грала в кіно з такими акторами, як Мачей Закосьцельни, Агнешка Гроховська, Агнешка Дигант. Пізніше в 2011 році Юлія Врублєвська знялася у фільмі «Листи до М.», де в ролі Тосі виконала різдвяний християнський гімн «Тиха ніч» (польськ. «Cicha noc»). У 2012 році зіграла в короткометражному фільмі «Vocuus», де також виконувала обов'язки виконавчої продюсерки.
Вона була учасницею розважальних програм: Celebrity Splash! (2015), Танці з зірками (2016) та «Agent — Gwiazdy» (Агент — Зірки; 2018).

## Родина
Дочка Ганни Нески-Врублєвської та Артура Врублєвського. Має на п'ять років молодшу сестру Олівію. У дитинстві вона також відвідувала скаутські організації. З раннього віку цікавилася акторською майстерністю, також любила зніматись для показів.

## Фільмографія
| Рік  | Назва                                    | Персонаж                         |
| ---- | ---------------------------------------- | -------------------------------- |
| 1999 | Сурогатна сім'я (серіал)                 | Алінка (2006)                    |
| 2000 | «Л» означає Любов (серіал)               | Зося (2007)                      |
| 2005 | Магда М. (серіал)                        | Юлька (2006)                     |
| 2006 | Ти тільки люби                           | Михалина                         |
| 2007 | Визначник (серіал)                       | Юлія Копацка                     |
| 2009 | Мічений (серіал)                         | Наталія Краль                    |
| 2011 | Ох, Кароль 2                             | учениця Кароля                   |
| 2011 | Листи до М.                              | Тося, донька Малгожати і Войцеха |
| 2012 | П'ята пора року                          | Анелка                           |
| 2012 | Vocuus (короткометражний)                | Марта                            |
| 2013 | Будинок в кінці шляху (короткометражний) | Кася                             |
| 2015 | Листи до 2 М.                            | Тося                             |
| 2017 | Листи до М. Час несподіванок             | Тося, донька Малгожати і Войцеха |
| 2018 | Незвичайна різдвяна історія              | Анія                             |
| 2019 | (Не) видима підліткова депресія          | підлітка                         |
| 2019 | У ритмі серця (серіал)                   | Кіра, співачка                   |